# EFootball 2023
eFootball 2023 è un videogioco gratuito di simulazione calcistica sviluppato da Konami Digital Entertainment e pubblicato da Konami.
Fa parte della serie EFootball. 
Si tratta del ventiduesimo capitolo della serie, che è stato annunciato a luglio 2022 ed è uscito sul mercato il 25 agosto dello stesso anno per le piattaforme PlayStation 5, PlayStation 4, Xbox Series X/S, Xbox One, Windows, iOS e Android come aggiornamento di eFootball 2022.